# アブル・ファズル

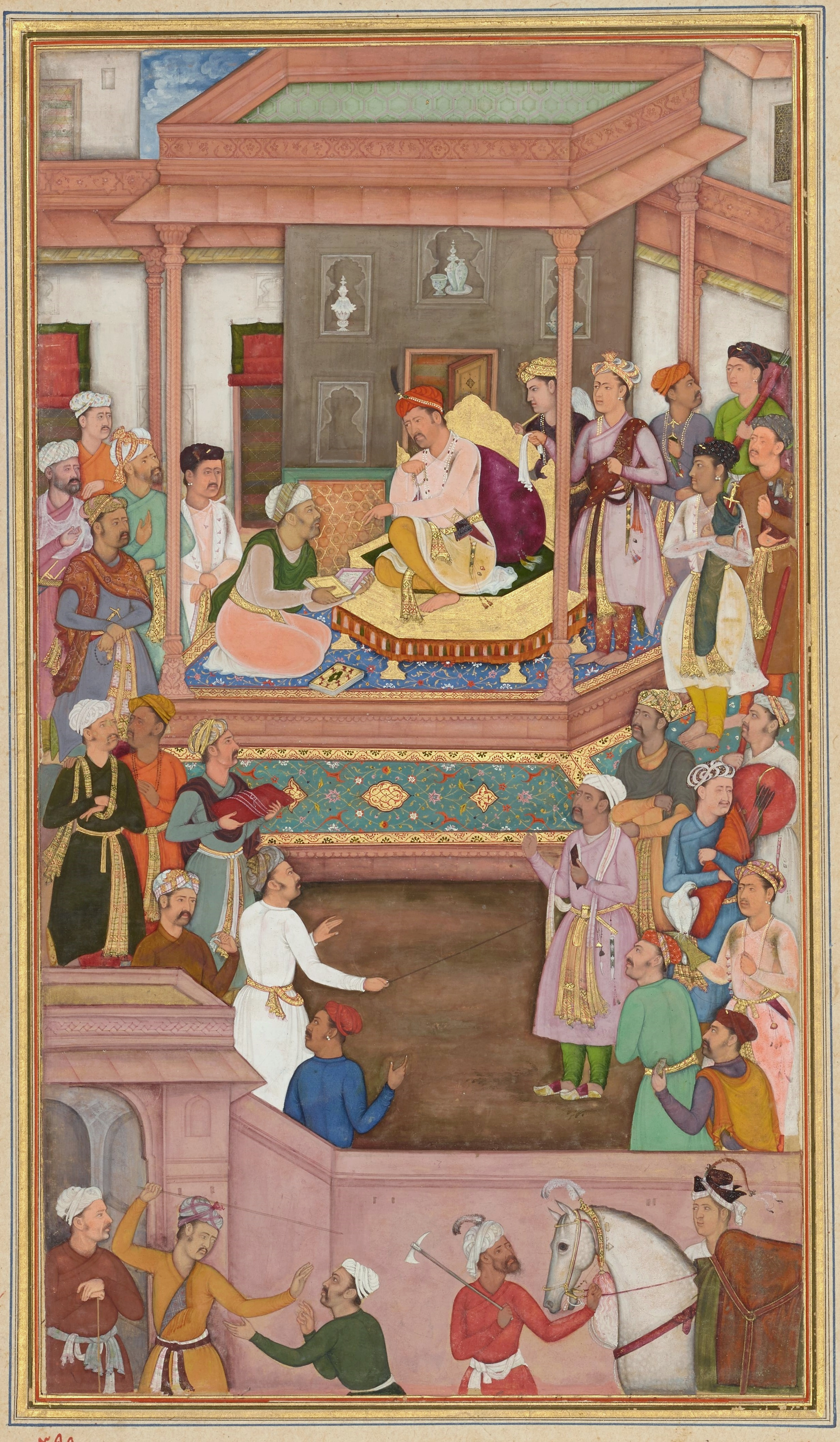
アクバルにアクバル・ナーマを渡すアブル・ファズル（アクバル・ナーマ）

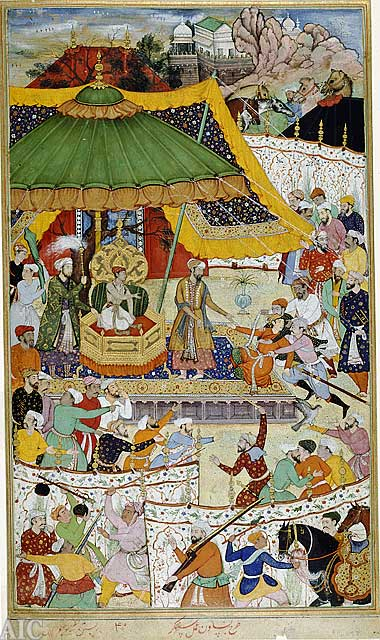
アクバルの宮廷

アブル・ファズル（ペルシア語：ابو الفضل, Abu'l Fazl, 1551年1月14日 - 1602年8月12日）は、北インド、ムガル帝国の宰相（ワズィール）。ナヴァラトナと呼ばれた重臣の一人でもあり、アクバル・ナーマとアーイーニ・アクバリーの著者でもある。

## 生涯
1551年、アブル・ファズルはシャイフ・ムバーラクの息子として生まれた。その家系はイエメンから移住してきた人物に連なっていった。
皇帝アクバルの治世を通して、兄のファイズィーとともにナヴァラトナの一員として常に支え続け、アクバルからの信頼も厚かった。また、アクバルの伝記であるアクバル・ナーマの編纂を中心となって行った。
1600年代、アクバルとその息子サリーム（ジャハーンギール）の関係が悪化すると、デカン地方にいたアブル・ファズルはその仲裁に向かった。だが、ジャハーンギールは家臣であるオールチャー王国のヴィール・シングに殺害するように命じた。
そのため、1602年8月12日にアブル・ファズルは殺害された。アクバルはこの行為に激怒し、「余を殺してもアブル・ファズルは生かしておけ」と言い放ち、さらにはヴィール・シングがどこにいようと探すように命じた。